# Klaus Bichteler
Klaus Richard Bichteler (* 15. März 1938 in Leipzig) ist ein deutsch-US-amerikanischer Mathematiker.
Bichteler studierte Mathematik an der Universität Hamburg mit dem Diplom 1962 und wurde dort 1965 bei Pascual Jordan promoviert (Beiträge zur relativistischen kinetischen Gastheorie). Von 1965 bis 1968 war er Assistent am mathematischen Institut der Universität Heidelberg und von 1966 bis 1969 Assistant Professor am Southwest Center for Advanced Studies. 1969 wurde er Assistant Professor, 1971 Associate Professor und später Professor an der University of Texas at Austin.
Bichteler befasst sich mit stochastischer Analysis. Er bewies 1979 unabhängig von Claude Dellacherie den Satz von Bichteler-Dellacherie.

## Schriften (Auswahl)
- Integration Theory (with special attention to vector measures), Lecture Notes in Mathematics 315, Springer 1973
- mit Jean-Bernard Gravereaux, Jean Jacod:  Malliavin Calculus for Processes With Jumps, Gordon and Breach 1987
- Integration – a functional approach, Birkhäuser 1998
- Stochastic Integration with Jumps, Encyclopedia of Mathematics and its Applications, Cambridge UP 2002